# The Old Magic
The Old Magic är ett musikalbum av Nick Lowe som gavs ut 2011. Det producerades av Lowe, Neil Brockbank och Robert Treherne. Skivan kom att bli hans första sedan 1982 års Nick the Knife att nå listplacering i Storbritannien där det nådde plats 66 på albumlistan. Skivan sålde också bra i Norge och Sverige där det nådde plats 16 respektive 9 på albumlistorna. Magasinet Mojo utnämnde albumet till det 31:a bästa 2011.

## Låtlista
(låtar utan angiven upphovsman av Nick Lowe)
1. "Stoplight Roses" - 3:28
2. "Checkout Time" - 2:52
3. "House for Sale" - 3:41
4. "Sensitive Man" - 2:52
5. "I Read a Lot" - 3:17
6. "Shame on the Rain" (Tom T. Hall) - 2:24
7. "Restless Feeling" - 2:40
8. "The Poisoned Rose" (Elvis Costello) - 4:46
9. "Somebody Cares for Me" (Lowe, Geraint Watkins) - 2:50
10. "You Don't Know Me at All" (Jeff West) - 3:06
11. " 'Til the Real Thing Comes Along" - 3:25